# Bộ Cổn (丨)

Chữ Đại triện

Bộ Cổn (丨) nghĩa là "nét sổ" (cũng gọi là Côn mang nghĩa là "cái gậy") là một trong 6 bộ thủ chỉ có 1 nét trong tổng số 214 Bộ thủ Khang Hy.
Khang Hy tự điển chỉ có 21 chữ (trong tổng số 49,030) sử dụng bộ thủ này.

## Chữ dùng bộ Cổn (丨)

『努』(永字八法 Vĩnh tự bát pháp)

| Số nét | Chữ            |
| ------ | -------------- |
| 1 nét  | 丨             |
| 2 nét  | 丩             |
| 3 nét  | 个 丫          |
| 4 nét  | 中 丮 丯 丰 书 |
| 5 nét  | 丱             |
| 7 nét  | 串             |
| 8 nét  | 丳             |
| 9 nét  | 临             |
| 10 nét | 丵             |